# سعد السعيدي
سعد السعيدي الظفيري, مقدم برامج ومراسل قناة الجزيرة في الكويت .
1. ↑  الشرق. "الشرق". الشرق. اطلع عليه بتاريخ 2024-01-27.
2. ↑  الكويتية، جريدة الجريدة (27 أغسطس 2017). "السعيدي: لا علاقة لـ «شبكة الجزيرة» بـ«الجزيرة العربية»". جريدة الجريدة الكويتية. اطلع عليه بتاريخ 2024-01-27.
3. ↑  "السعيدي لـ الأنباء تسريع إجراءات فحص ودمغ الذهب" (بar-kw). Retrieved 2024-01-27.{{استشهاد ويب}}:  صيانة الاستشهاد: لغة غير مدعومة (link)